# Jälltjärnen (Boda socken, Dalarna)
Jälltjärnen är en sjö i Rättviks kommun i Dalarna och ingår i Dalälvens huvudavrinningsområde.